# Abdou Razack Traoré
Abdou Razack Traoré (Abidjan, 1988. december 28. –) elefántcsontparti születésű Burkina Fasó-i válogatott labdarúgó, a Karabükspor játékosa.
A Burkina Fasó-i válogatott tagjaként részt vett a 2012-es és a 2013-as afrikai nemzetek kupáján.

## Sikerei, díjai
Rosenborg
- Norvég bajnok (1): 2009, 2010

Burkina Faso
- Afrikai nemzetek kupája döntős (1): 2013